# Combayo
Combayo es una comunidad del distrito de La Encañada, situada en la provincia de Cajamarca, departamento de Cajamarca, en el Perú.

## Localización
Ubicada con un a 28 km. de la ciudad de Cajamarca y a una altitud de 3.150 metros sobre el nivel del mar.

## Economía local
Las principales actividades económicas en esta comunidad son la lechería, la agricultura y el turismo. Los domingos, se venden productos de las comunidades aledañas que ofrecen sus productos en el mercado de abastos dominical.

## Patrimonio arqueológico
En sus alrededores se encuentran importantes restos arqueológicos de la cultura Cajamarca, como las ventanillas de Combayo, las ruinas de los Santolallas, las lagunas de Combayo, etc.